# Rimons
Rimons (graphie identique en gascon) est une commune du Sud-Ouest de la France, située dans le département de la Gironde (région Nouvelle-Aquitaine).

## Géographie

### Localisation
La commune se trouve dans l'Entre-deux-Mers, à 58 km à l'est-sud-est de Bordeaux, chef-lieu du département, à 29 km au nord-est de Langon, chef-lieu d'arrondissement et à 8 km à l'ouest-nord-ouest de Monségur, chef-lieu de canton.

### Communes limitrophes
Les communes limitrophes en sont Saint-Ferme au nord-est, Coutures au sud-est, Neuffons au sud, Mesterrieux au sud-sud-ouest, Landerrouet-sur-Ségur au sud-ouest, Saint-Martin-du-Puy à l'ouest, Castelmoron-d'Albret à l'ouest-nord-ouest, Caumont au nord-ouest et Cazaugitat au nord.
| Caumont Castelmoron-d'Albret      | Cazaugitat | Saint-Ferme |
| Saint-Martin-du-Puy               | Rimons     |             |
| Landerrouet-sur-Ségur Mesterrieux | Neuffons   | Coutures    |

### Climat
Pour des articles plus généraux, voir Climat de la Nouvelle-Aquitaine et Climat de la Gironde.
Historiquement, la commune est exposée à un climat océanique aquitain.  
En 2020, Météo-France publie une typologie des climats de la France métropolitaine dans laquelle la commune est exposée à un climat océanique et est dans la région climatique  Aquitaine, Gascogne, caractérisée par une pluviométrie abondante au printemps, modérée en automne, un faible ensoleillement au printemps, un été chaud (19,5 °C), des vents faibles, des brouillards fréquents en automne et en hiver et des orages fréquents en été (15 à 20 jours).
Pour la période 1971-2000, la température annuelle moyenne est de 12,9 °C, avec une amplitude thermique annuelle de 15,2 °C. Le cumul annuel moyen de précipitations est de 828 mm, avec 11,9 jours de précipitations en janvier et 6,7 jours en juillet. Pour la période 1991-2020, la température moyenne annuelle observée sur la station météorologique la plus proche, située sur la commune de Talence à 8 km à vol d'oiseau, est de 14,3 °C et le cumul annuel moyen de précipitations est de 884,0 mm,. Pour l'avenir, les paramètres climatiques de la commune estimés pour 2050 selon différents scénarios d’émission de gaz à effet de serre sont consultables sur un site dédié publié par Météo-France en novembre 2022.

## Urbanisme

### Typologie
Au 1er janvier 2024, Rimons est catégorisée commune rurale à habitat très dispersé, selon la nouvelle grille communale de densité à sept niveaux définie par l'Insee en 2022.
Elle est située hors unité urbaine et hors attraction des villes,.

### Occupation des sols

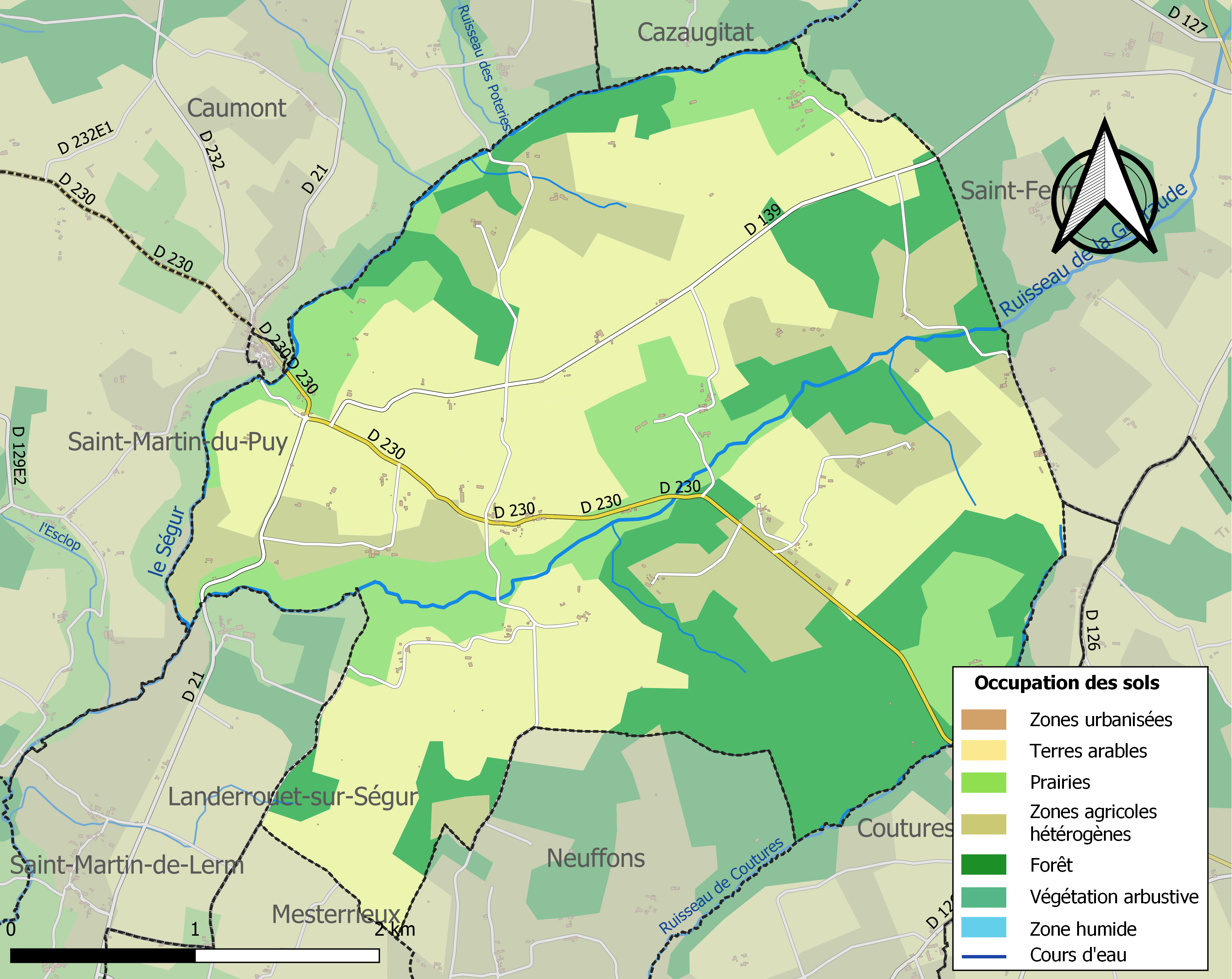
Carte des infrastructures et de l'occupation des sols de la commune en 2018 (CLC).

L'occupation des sols de la commune, telle qu'elle ressort de la base de données européenne d’occupation biophysique des sols Corine Land Cover (CLC), est marquée par l'importance des territoires agricoles (76,3 % en 2018), une proportion sensiblement équivalente à celle de 1990 (76,6 %). La répartition détaillée en 2018 est la suivante : 
cultures permanentes (36,8 %), forêts (23,7 %), prairies (16,3 %), zones agricoles hétérogènes (15,5 %), terres arables (7,6 %). L'évolution de l’occupation des sols de la commune et de ses infrastructures peut être observée sur les différentes représentations cartographiques du territoire : la carte de Cassini (XVIIIe siècle), la carte d'état-major (1820-1866) et les cartes ou photos aériennes de l'IGN pour la période actuelle (1950 à aujourd'hui).

### Voies de communication et transports
La principale voie de communication routière est la route départementale D230 qui traverse le bourg et mène, au nord-ouest, à Castelmoron-d'Albret et Sauveterre-de-Guyenne  et au sud-est, à Monségur. L'ouest du territoire communal est traversé par la route départementale D21 qui mène, au sud, à Landerrouet-sur-Ségur et au-delà à La Réole et au nord, à Castelmoron-d'Albret et à Cazaugitat. La route départementale D138 qui commence à l'ouest de la commune, sur la D230, mène vers le nord-est à Saint-Ferme.

L'accès le plus proche à l'autoroute A62 (Bordeaux-Toulouse) est celui de  4 La Réole distant de 22 km par la route vers le sud.

L'accès  1 Bazas à l'autoroute A65 (Langon-Pau) se situe à 40 km vers le sud-sud-ouest.

L'accès le plus proche à l'autoroute A89 (Bordeaux-Lyon) est celui de l'échangeur autoroutier  avec la route nationale 89 qui se situe à 38 km vers le nord-ouest.
La gare SNCF la plus proche est celle, distante de 14 km par la route vers le sud, de La Réole sur la ligne Bordeaux-Sète du TER Nouvelle-Aquitaine.

### Risques majeurs
Le territoire de la commune de Rimons est vulnérable à différents aléas naturels : météorologiques (tempête, orage, neige, grand froid, canicule ou sécheresse), mouvements de terrains et séisme (sismicité très faible). Un site publié par le BRGM permet d'évaluer simplement et rapidement les risques d'un bien localisé soit par son adresse soit par le numéro de sa parcelle.
Les mouvements de terrains susceptibles de se produire sur la commune sont des tassements différentiels.

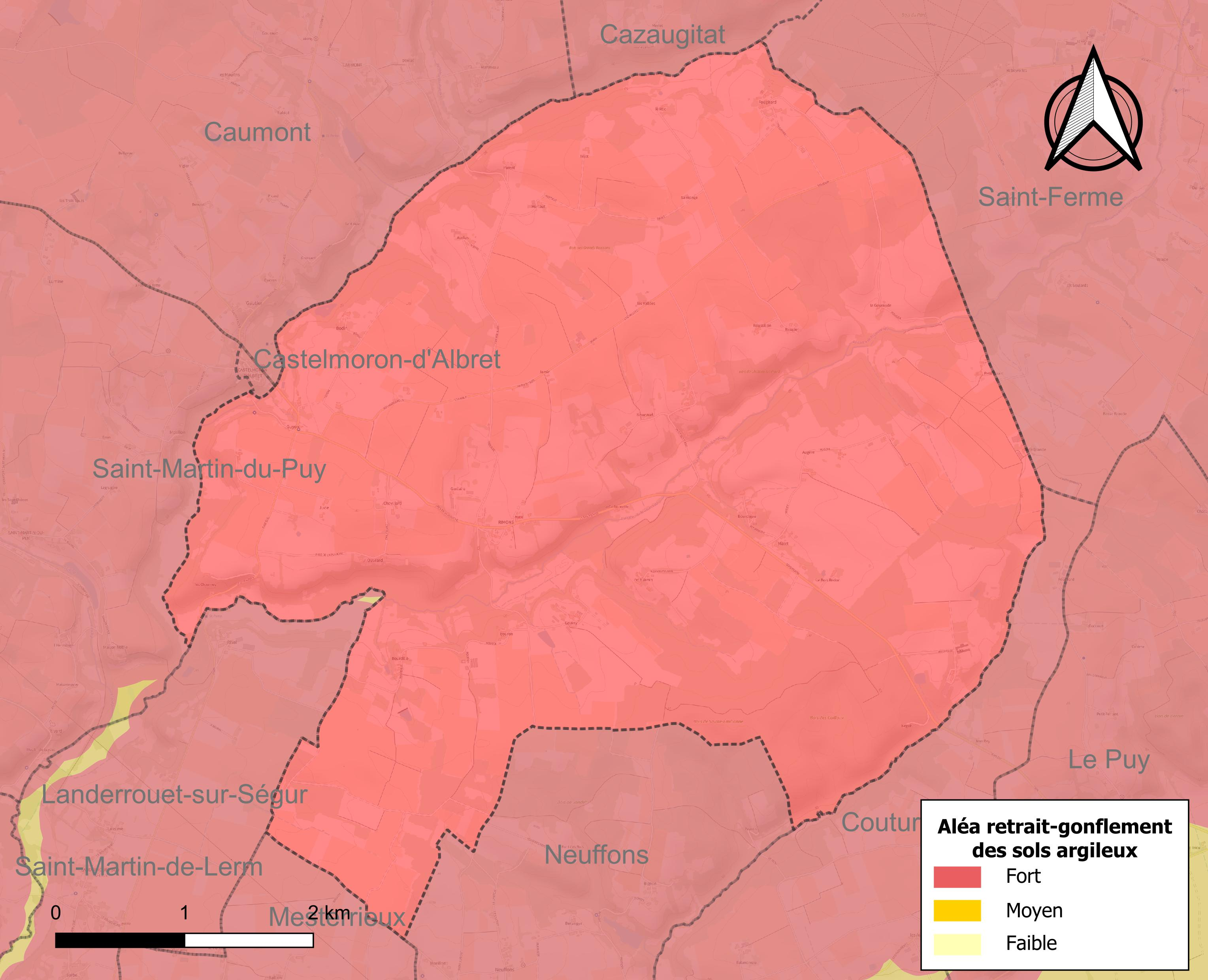
Carte des zones d'aléa retrait-gonflement des sols argileux de Rimons.

Le retrait-gonflement des sols argileux est susceptible d'engendrer des dommages importants aux bâtiments en cas d’alternance de périodes de sécheresse et de pluie. La totalité de la commune est en aléa moyen ou fort (67,4 % au niveau départemental et 48,5 % au niveau national). Sur les 119 bâtiments dénombrés sur la commune en 2019, 119 sont en aléa moyen ou fort, soit 100 %, à comparer aux 84 % au niveau départemental et 54 % au niveau national. Une cartographie de l'exposition du territoire national au retrait gonflement des sols argileux est disponible sur le site du BRGM,.
La commune a été reconnue en état de catastrophe naturelle au titre des dommages causés par les inondations et coulées de boue survenues en 1982, 1983, 1999 et 2009. Concernant les mouvements de terrains, la commune a été reconnue en état de catastrophe naturelle au titre des dommages causés par la sécheresse en 1989, 2003 et 2017 et par des mouvements de terrain en 1999.

## Toponymie
Le nom de Rimons est composé de deux mots, Ri et Mons. Quand on s'intéresse à la physionomie de la commune, on peut noter que le centre du bourg est composé de deux collines cernant un ruisseau (la Gourrande). Le mot riu désigne un ruisseau en gascon, tandis que le mot mont fait référence aux collines. Probablement écrit Rimonts dans un premier temps, la suppression du "t" est sans doute dû à la francisation du nom. On retrouve par ailleurs ce mot dans le nom de la commune voisine de Monségur soit le mont sûr.

## Histoire
À la Révolution, la paroisse Saint-Hilaire de Rimons forme la commune de Rimons.

## Politique et administration

### Liste des maires
| Période                                  | Période  | Identité      | Étiquette | Qualité     |
| ---------------------------------------- | -------- | ------------- | --------- | ----------- |
| mars 2001                                | En cours | René Boudigue | PS        | Viticulteur |
| Les données manquantes sont à compléter. |          |               |           |             |

### Communauté de communes
Le 1er janvier 2014, la communauté de communes du Monségurais ayant été supprimée, la commune de Rimons s'est retrouvée intégrée à la communauté de communes du Sauveterrois siégeant à Sauveterre-de-Guyenne.
Elle intègre ensuite la communauté des communes rurales de l'Entre-Deux-Mers le 1er janvier 2017.

### Politique environnementale
Dans son palmarès 2024, le Conseil national de villes et villages fleuris de France a attribué une fleur à la commune.

## Démographie
L'évolution du nombre d'habitants est connue à travers les recensements de la population effectués dans la commune depuis 1793. Pour les communes de moins de 10 000 habitants, une enquête de recensement portant sur toute la population est réalisée tous les cinq ans, les populations de référence des années intermédiaires étant quant à elles estimées par interpolation ou extrapolation. Pour la commune, le premier recensement exhaustif entrant dans le cadre du nouveau dispositif a été réalisé en 2006.

En 2022, la commune comptait 196 habitants, en évolution de +3,16 % par rapport à 2016 (Gironde : +6,91 %, France hors Mayotte : +2,11 %).
| 1793 | 1800 | 1806 | 1821 | 1831 | 1836 | 1841 | 1846 | 1851 |
| ---- | ---- | ---- | ---- | ---- | ---- | ---- | ---- | ---- |
| 700  | 670  | 638  | 613  | 588  | 563  | 579  | 548  | 562  |

| 1856 | 1861 | 1866 | 1872 | 1876 | 1881 | 1886 | 1891 | 1896 |
| ---- | ---- | ---- | ---- | ---- | ---- | ---- | ---- | ---- |
| 582  | 575  | 580  | 551  | 554  | 510  | 419  | 426  | 405  |

| 1901 | 1906 | 1911 | 1921 | 1926 | 1931 | 1936 | 1946 | 1954 |
| ---- | ---- | ---- | ---- | ---- | ---- | ---- | ---- | ---- |
| 408  | 412  | 424  | 378  | 410  | 347  | 355  | 378  | 360  |

| 1962 | 1968 | 1975 | 1982 | 1990 | 1999 | 2006 | 2011 | 2016 |
| ---- | ---- | ---- | ---- | ---- | ---- | ---- | ---- | ---- |
| 336  | 246  | 194  | 181  | 188  | 190  | 195  | 205  | 190  |

| 2021 | 2022 | - | - | - | - | - | - | - |
| ---- | ---- | - | - | - | - | - | - | - |
| 197  | 196  | - | - | - | - | - | - | - |

## Lieux et monuments
- Église Saint-Hilaire : monument d'origine romane érigé au XIIe siècle qui a été inscrit au titre des monuments historiques en 1925 en totalité[26].
Au XVIe siècle la nef est abandonnée. Le chevet est conservé et se voit adjoint une nef gothique à deux travées. Cette modification entraîne un changement d'orientation du chœur qui est à ce jour à l'ouest. Durant les guerres de Religion, une échauguette a été ajoutée au sommet du contrefort nord-est de l'édifice. Celle-ci présente la particularité d'être partiellement bâtie à l'aide d'une pierre tombale marquée d'une croix.
- Château Ouvrard : manoir du XVIe siècle, propriété privée.
- Château de Belle Assise : édifice du XVIIIe siècle, propriété privée.
- Tour pigeonnier restaurée et modifiée en 1999 pour en faire un gite rural.

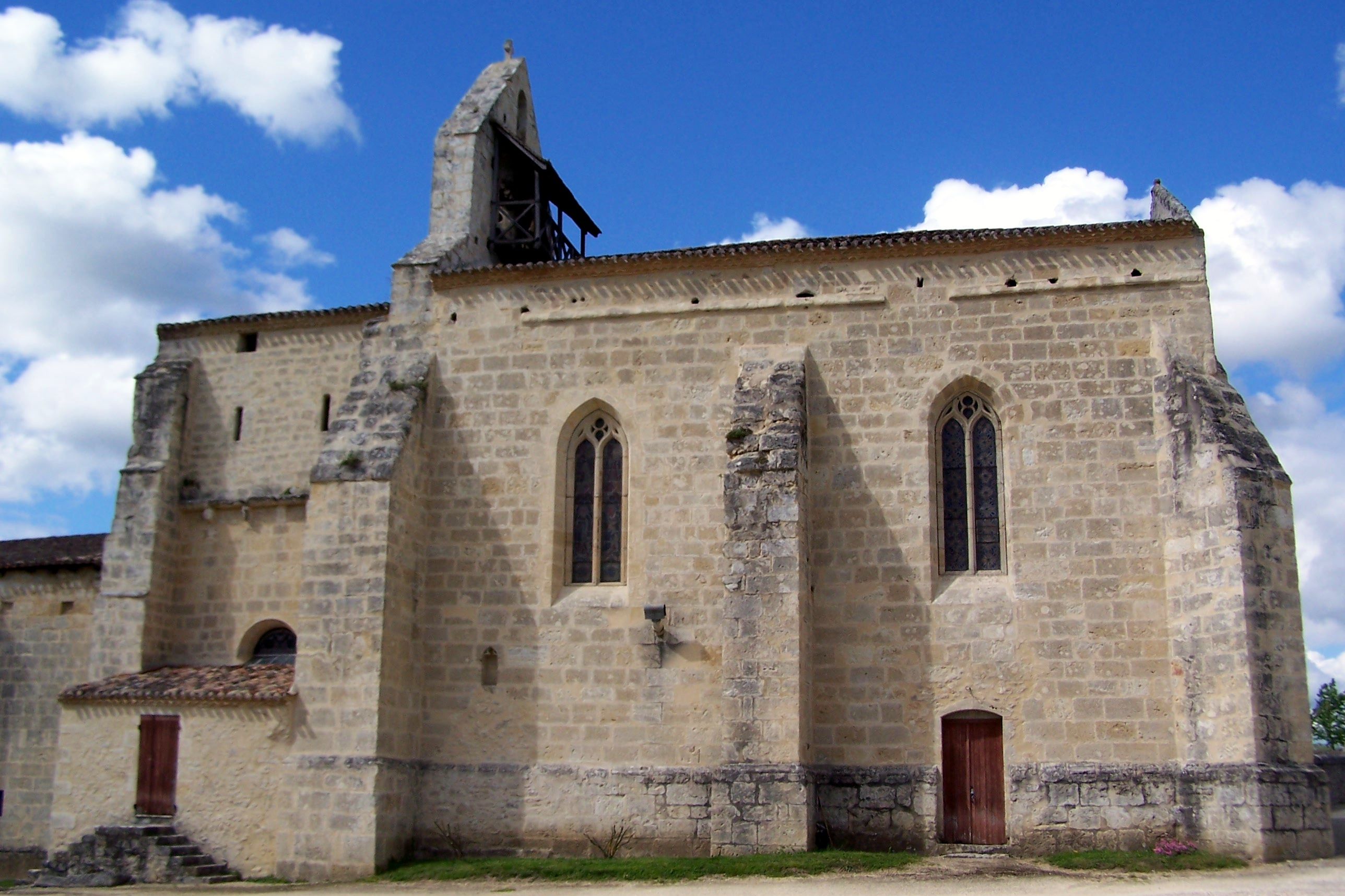
Façade sud de l'église Saint-Hilaire (mai 2012)
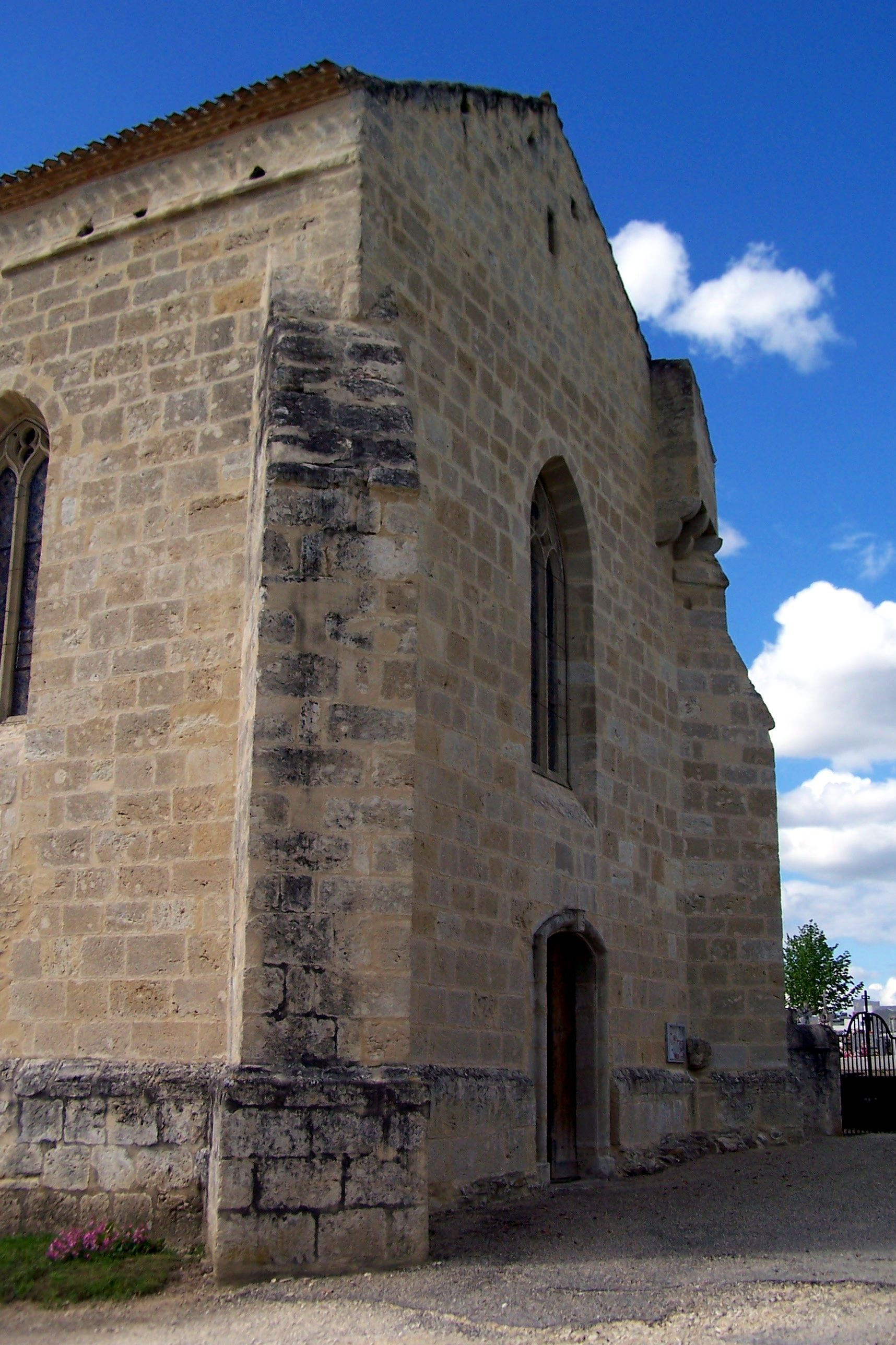
Façade est de l'église (mai 2012)
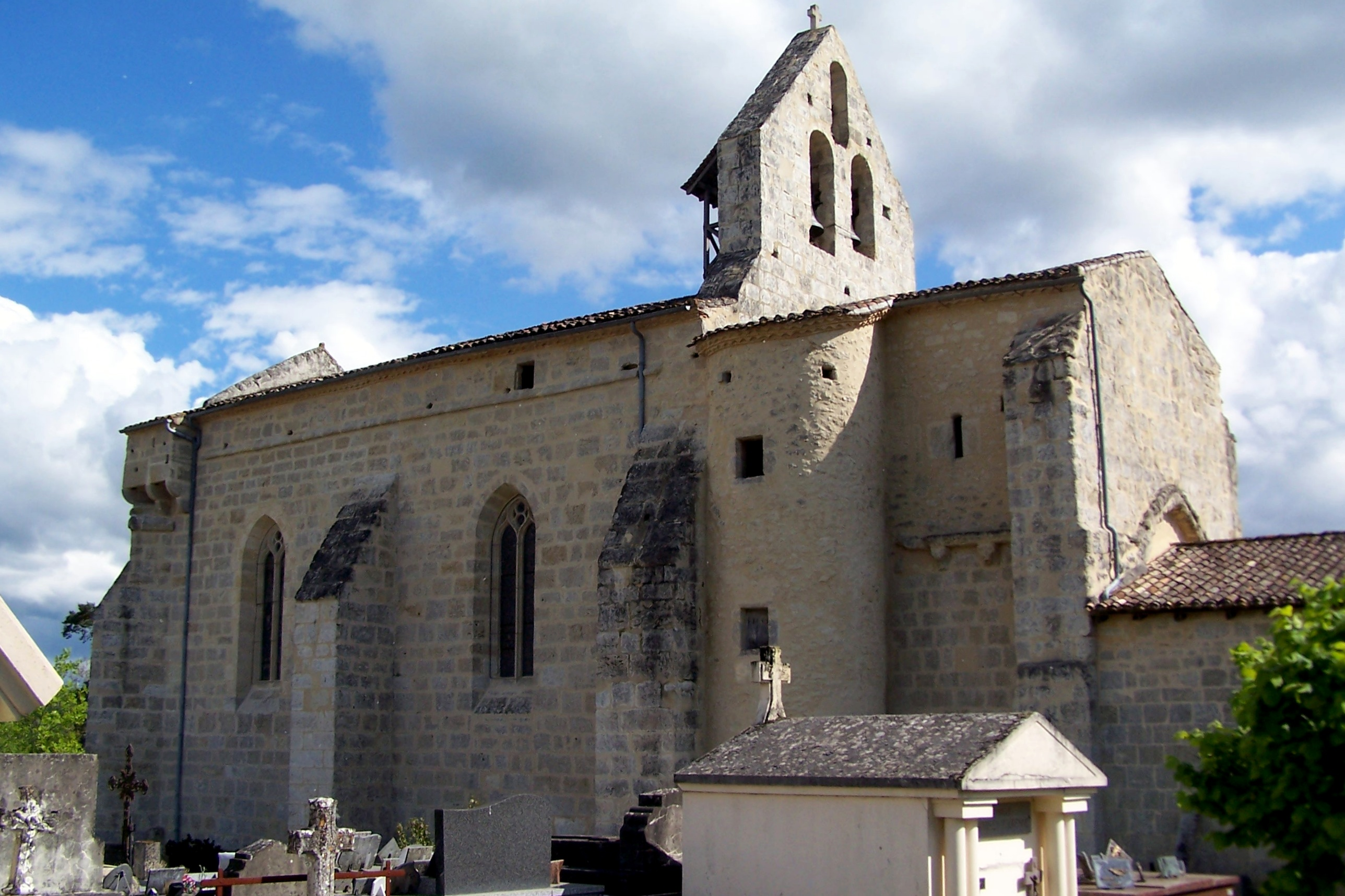
Façade nord de l'église (mai 2012)
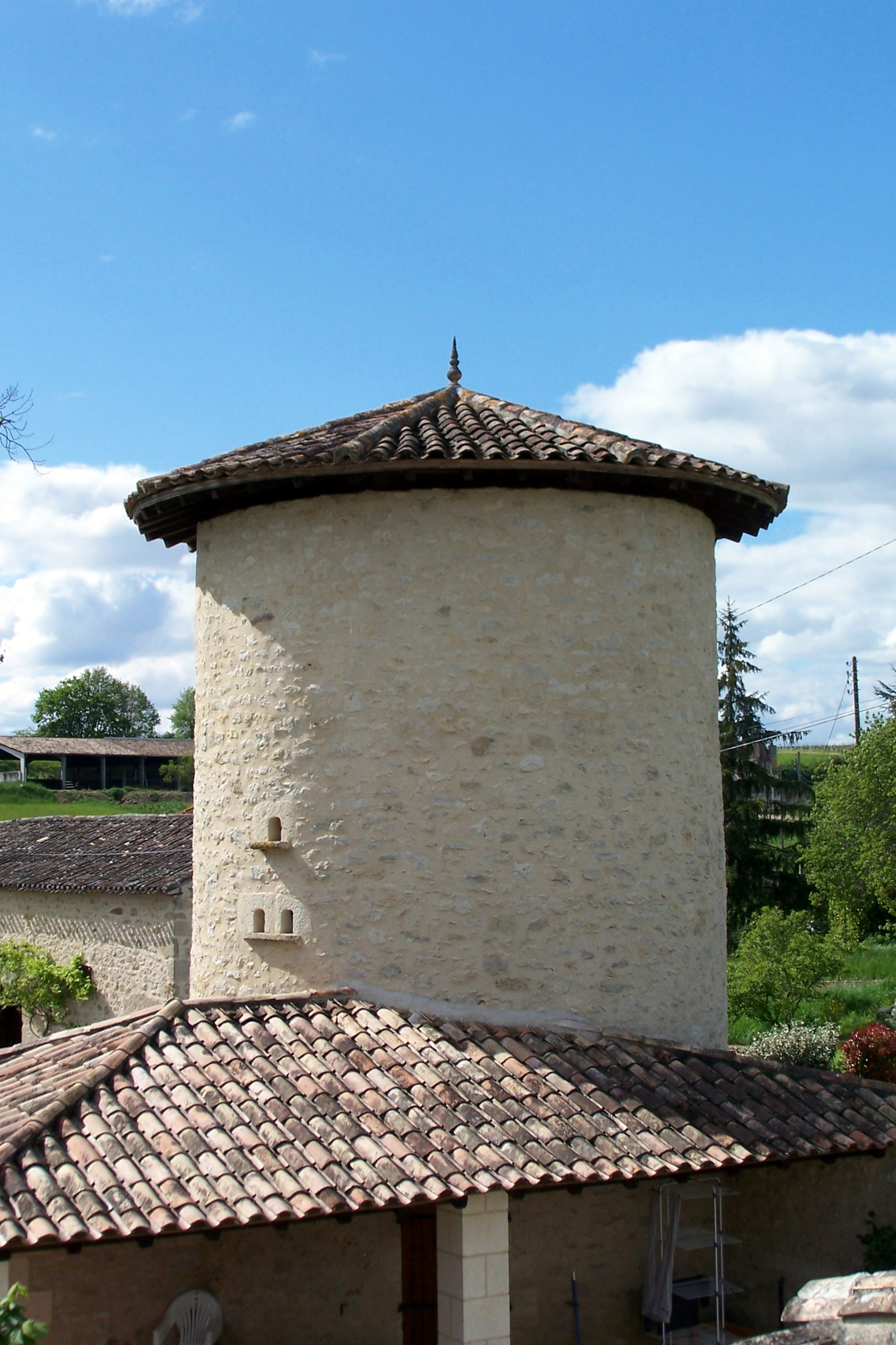
Le pigeonnier restauré (mai 2012)
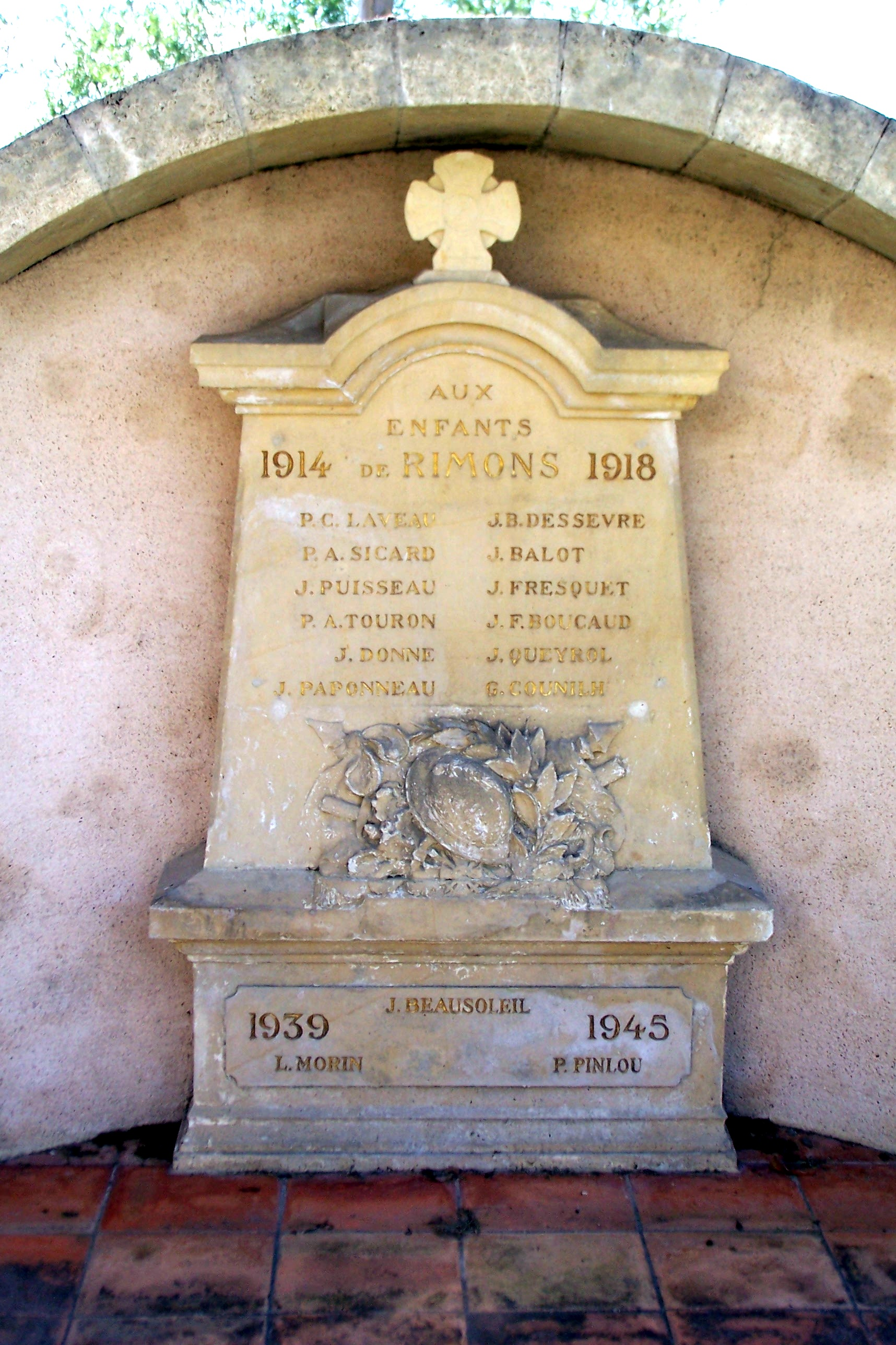
Le monument aux morts dans le cimetière de l'église (mai 2012)

## Économie
Au XIXe siècle et durant la première moitié du XXe, les exploitations agricoles étaient tournées vers la polyculture : production viticole, élevage, céréales et pruniculture.
En guise de témoignage de cette exploitation agricole, la commune garde les vestiges de cabanes dites de vigne, petites constructions en pierre ou en bois permettant aux exploitants de partir travailler pour la journée lorsque les parcelles étaient éloignées de leur domicile. Ils pouvaient alors déjeuner à l'abri, stocker outils et piquets de vigne. L'utilité de ces constructions s'est réduit après la Seconde Guerre mondiale sous la pression de la mécanisation et à la suite des remembrements.
De nombreux corps de fermes sont dotés de fours à prunes en pierre à l'intérieur desquels étaient installés des wagons sur rail permettant de déposer les prunes sur des claies en bois. Le séchage de ces prunes d'ente permettait la fabrication du pruneau d'Agen. Lors des rénovations des fermes, certains d'entre eux ont été conservés en guise de témoignage.